# Municipio de Red River (condado de Van Buren)
El municipio de Red River (en inglés: Red River Township) es un municipio ubicado en el condado de Van Buren en el estado estadounidense de Arkansas. En el año 2010 tenía una población de 447 habitantes y una densidad poblacional de 8,78 personas por km².

## Geografía
El municipio de Red River se encuentra ubicado en las coordenadas 35°34′4″N 92°19′23″O / 35.56778, -92.32306. Según la Oficina del Censo de los Estados Unidos, el municipio tiene una superficie total de 50.93 km², de la cual 28,3 km² corresponden a tierra firme y (44,43 %) 22,63 km² es agua.

## Demografía
Según el censo de 2010, había 447 personas residiendo en el municipio de Red River. La densidad de población era de 8,78 hab./km². De los 447 habitantes, el municipio de Red River estaba compuesto por el 94,63 % blancos, el 1,34 % eran afroamericanos, el 0,89 % eran amerindios, el 0,45 % eran de otras razas y el 2,68 % eran de una mezcla de razas. Del total de la población el 1,12 % eran hispanos o latinos de cualquier raza.